# Fischerovy šachy
Fischerovy šachy (známé také jako Fischerovy náhodné šachy nebo Chess960) je varianta šachu, kterou vymyslel bývalý šachový mistr světa Bobby Fischer a veřejně ji oznámil 19. června 1996 v Buenos Aires v Argentině. K Fischerovým šachům se používá stejná šachovnice i stejné figury. Rozdíl je v tom, že figury na 1. a 8. řadě nemají pevně dané postavení, ale náhodně se jejich pozice vybírá. Náhodné rozestavení nedovoluje hráči získat výhodu pamatováním si variant v zahájení a tím podporuje samotnou kreativitu hráče.
Aby se zachovala dynamická povaha šachové hry, jsou pravidla rozestavení figur přizpůsobena tak, že střelci musí být na obou barvách polí a oba hráči mají právo provést rošádu na obě strany. Existuje 960 možných pozic rozestavení figur na začátku partie.
V roce 2008 FIDE přidalo Fischerovy šachy do dodatků pravidel šachu.

## Rozestavení figur
Před partií se rozestavení figur náhodně určí, ovšem jenom v rámci pravidel Fischerových šachů. Po rozestavení se partie hraje jako klasické šachy až na rošádu, která může být provedena nezávisle na rozdílném postavení krále a věží.

### Pravidla výchozí pozice
Pěšci se umístí na druhé (a sedmé) řadě jako v klasickém šachu a pro figury na první (a osmé) řadě platí následující omezení:
1. Střelci musí být umístěni na opačně barevných polích.
2. Král musí být umístěn mezi věžemi.

Figury černého jsou umístěny zrcadlově proti bílým figurám. Například pokud je bílý král postaven na f1, pak černý král musí být umístěn na f8. Král nikdy nezačíná na a- nebo h-sloupci, protože by nezbyl žádný prostor pro věže.

### Určení rozestavení figur
Rozestavení figur na první (a osmé) řadě se určuje před partií náhodně pomocí házení kostkou, házení mincí, karet nebo speciálního počítačového programu.
Náhodné rozmístění figur je možné určit pomocí několika vrhů obyčejou šestistěnnou kostkou například následovně:
- Nejprve se umístí pěšci.
- První vrh určí postavení černopolného bílého střelce: 1 = a1, 2 = c1, 3 = e1, 4 = g1, 5 a 6 = hází se znovu.
- Druhý vrh určí postavení bělopolného bílého střelce: 1 = b1, 2 = d1, 3 = f1, 4 = h1, 5 a 6 = hází se znovu.
- Třetí vrh určí postavení bílé dámy: 1 = první prázdné pole (zleva) na první řadě, 2 = druhé prázdné pole na první řadě atd.
- Čtvrtý vrh určí postavení prvního bílého jezdce: 1 = první prázdné pole (zleva) na první řadě, 2 = druhé prázdné pole (zleva) na první řadě atd.; padne-li 6, hází se znovu.
- Pátý vrh určí postavení druhého bílého jezdce: 1 = první prázdné pole (zleva) na první řadě, 2 = druhé prázdné pole (zleva) na první řadě) atd.; padne-li 5 nebo 6, hází se znovu.
- Bílá věž se umístí na první (zleva) prázdné pole na 1. řadě, bílý král na druhé prázdné pole na první řadě, druhá bílá věž na třetí prázdné pole na první řadě.
- Černé figury se umístí proti bílým.

Počet vrhů se liší v závislosti na tom, kolik z nich je třeba opakovat. V průměru je ke stanovení pozice třeba 6,7 vrhu.

### Původ názvu Chess960
Název Chess960 se skládá ze dvou částí: Chess (anglicky šachy) a 960 (což odkazuje na 960 možných počátečních pozic). Každý ze dvou střelců se může postavit na jedno ze čtyř polí. Dáma se potom může postavit na jedno ze šesti polí. Jezdec se poté může postavit na jedno z pěti (druhý na jedno ze čtyř) polí. Zbývají tři pole, na které se postaví král a věže tak, aby byl král mezi věžemi. To znamená, že je zde 4×4×6×5×4=1920 různých počátečních pozic, kdyby se jezdci od sebe nějak lišili. Jezdci se ale nijak neliší, tudíž existuje 1920÷2=960 různých počátečních pozic. Polovina z 960 pozic je sice zrcadlově symetrická s druhou polovinou, ale Fischerovy šachy mají vzhledově stejné rošády jako v klasických šachách a ty jsou asymetrické (tudíž se v těchto symetrických pozicích rozdíl nachází).